# Dan Biancalana
Daniel Biancalana dit Dan Biancalana, né le 6 novembre 1977 à Dudelange (Luxembourg), est un criminologue et homme politique luxembourgeois, vice-Président du Parti ouvrier socialiste luxembourgeois (LSAP) depuis le 23 janvier 2019.
À la suite de la démission de Alex Bodry, il est, depuis le 5 décembre 2014, le bourgmestre de la ville de Dudelange.

## Biographie

### Études et formations
Dan Biancalana est titulaire d'un graduat d'assistant social, d'une licence et d'un DEA en criminologie. En 2001, il participe au programme Erasmus. Il fait ses études universitaires en Belgique et en Italie, avant qu'il ne devienne criminologue auprès du Service central d'assistance sociale.

### Carrière professionnelle
Il commence à travailler comme criminologue en 2003. Il dirigee pendant plusieurs années le service de probation, chargé des peines et mesures alternatives à l'incarcération. Il suit et débat des questions en matière de justice pénale au niveau national et européen au sein de différents organismes. En 2004, il crée l'Association luxembourgeoise de criminologie (ALC) qu'il préside depuis lors.
Depuis 2005, il est également président de « Diddeleng Hëlleft », une association soutenant des projets dans les pays en voie de développement. Depuis 2006, il est membre du comité du Syndicat intercommunal à vocation multiple des villes et communes luxembourgeoises (Syvicol) et depuis 2014 l'un de ses vice-présidents. Il est membre fondateur de l'Office régional de tourisme (ORT) Sud. Entre 2014 et 2018, il exerce la présidence de ProSud et de l'ORT.

### Carrière politique
Au cours de ses études, il s'engage dans un projet d'aide au développement dans le lycée qu'il fréquente et milite au sein de cercles d'étudiants universitaires de mouvance de gauche. En 1994, il adhère aux Jeunesses socialistes à Dudelange. De retour à Dudelange en 2002, il poursuit son engagement politique en tant que président des Jeunesses socialistes de Dudelange. Peu après, il devient secrétaire national des Jeunesses socialistes.
Il est candidat aux élections communales du 9 octobre 2005 à Dudelange où il devient 3e échevin. Il est ensuite réélu aux élections communales du 9 octobre 2011 en tant que premier échevin avant d'exercer la fonction de bourgmestre à partir du 5 décembre 2014 après la démission de Alex Bodry.
À la suite des élections législatives du 14 octobre 2018, Dan Biancalana fait son entrée à la Chambre des députés pour la circonscription Sud en date du 30 octobre 2018.

### Vie privée
Dan Biancalana vit en partenariat.